# 113e corps de fusiliers
Le 113e corps de fusiliers (russe : 113-й стрелковый корпус) est un ancien corps de l'armée rouge soviétique. 

## Historique
Il est engagé dans les opérations actives à partir du 31 octobre 1943. Le 1er décembre 1943, il est subordonné à la 49e armée du front de l'Ouest et constitué des 70e (ru), 160e (en) et 344e divisions de fusiliers (ru). La 160e division quitte le corps au cours du mois de décembre. Le corps garde la même composition et la même affectation jusqu'en avril 1944,,, où, constitué des 62e, 174e (ru) et 352e divisions (ru), il passe à la 31e armée du 3e front biélorusse,. La 352e division quitte le corps au mois de juin mais est revenue à la date du 1er août 1944,. Le 1er septembre 1944, le corps est sous la subordination directe du 3e front biélorusse et est maintenant constitué des 157e (ru), 192e (ru) et 331e divisions de fusiliers (en). Un mois plus tard, constitué des 192e, 262e (en) et 338e divisions (ru), il est rattaché à la 39e armée du 3e front biélorusse,,,,. Le 24 février 1945, la 39e armée et le 113e corps passent au groupe de forces du Zemland (en),.
Le 1er mai 1945, le corps, toujours constitué des 192e, 262e et 338e divisions et retiré des opérations actives le 30 avril, est placé en réserve de la Stavka, toujours au sein de la 39e armée pour rejoindre le front de Transbaïkalie en Extrême-Orient soviétique. Entretemps, il est décoré de l'ordre du Drapeau rouge par décret du 17 mai 1945, en récompense des efforts menés pour la prise de Königsberg et de ses fortifications.
Le corps participe à l'offensive soviétique de Mandchourie à partir d'août,,,,. En octobre, 39e armée et 113e corps passent sous le commandement du district militaire du Primorié (en). Le corps, chargé de la défense du Guandong, installe son état-major à Port-Arthur (aujourd'hui Lüshunkou).
À l'été 1946, les unités du corps sont réorganisées : les divisions de fusiliers sont dissoutes et forment les 4e, 25e et 26e brigades de mitrailleuses et d'artillerie de la Garde tandis que la 19e division de fusiliers de la Garde (en) rejoint le corps. Les trois brigades sont dissoutes entre août et décembre 1946 et forment la 25e division de mitrailleuses et d'artillerie de la Garde.
Le corps est dissous en janvier 1947 et ses deux divisions passent sous le commandement directe de la 39e armée.

## Commandants
- 9 décembre 1943 - 27 mai 1944 : général-major Timofeï Kroufliakov (ru)[29]
- 28 mai - 2 juillet 1944 : général-major Konstantin Provalov (en)[29]
- 12 août 1944 - 3 septembre 1945 : général-major Nikolaï Olechev (en) (général-lieutenant à partir du 5 mai 1945[27]
- septembre - novembre 1945 : général-lieutenant Dimitri Alekseïev (sl)[27]
- novembre 1945 - 11 janvier 1947 : général-lieutenant Alexeï Terechkov (en)[27]